# بکش (مجارستان)
شهر بِکِش (به مجاری: Békés) در بکش در مجارستان واقع شده‌است. جمعیت این شهر ۱۸٬۵۰۳ نفر است.